# Renato Godinho
Renato Godinho (Lisboa, 10 de Julho de 1981) é um actor e encenador português.

## Biografia
Concluiu o curso de teatro da escola profissional de teatro de Cascais e desde então tem trabalhado em televisão, teatro e dobragens, tendo também participado em vários spots publicitários. Dobrou Phil em Phil do Futuro do Disney Channel, Randy em Randy Cunningham: Ninja Total , Jake em American Dragon: Jake Long, Kai em NinjaGo!, Ron em Kim Possible e Harry Osborn (James Franco) na Trilogia Homem Aranha.
Em 2008 fundou o projecto novos actores.

## Televisão
| Ano         | Projeto                        | Papel                                         | Notas                       | Canal |
| ----------- | ------------------------------ | --------------------------------------------- | --------------------------- | ----- |
| 1999        | Médico de Família              | José «Zé» Maria                               | Elenco Principal            | SIC   |
| 1999        | Residencial Tejo               |                                               | Participação Especial       | SIC   |
| 2000        | A Minha Família É uma Animação | Pedro                                         | Elenco Principal            | SIC   |
| 2001        | Anjo Selvagem                  | Tozé                                          | Participação Especial       | TVI   |
| 2002        | Super Pai                      | Sebastião                                     | Elenco Adicional            | TVI   |
| 2002        | Bons Vizinhos                  |                                               | Elenco Adicional            | TVI   |
| 2006 - 2007 | Tu e Eu                        | Marco Maravilhas                              | Elenco Principal            | TVI   |
| 2007        | Fascínios                      | João Andrade (Jovem)                          | Participação Especial       | TVI   |
| 2007        | Deixa-me Amar                  | Hélder                                        | Elenco Adicional            | TVI   |
| 2008        | Casos da Vida                  | Bruno                                         | Elenco Principal            | TVI   |
| 2008 - 2009 | Feitiço de Amor                | João Carlos «Joca» Ferreira                   | Elenco Principal            | TVI   |
| 2009 - 2010 | Sentimentos                    | Victor Correia                                | Elenco Principal            | TVI   |
| 2010 - 2011 | Mar de Paixão                  | Artur                                         | Elenco Adicional            | TVI   |
| 2011 - 2012 | Remédio Santo                  | Fernando Monforte/ Coelho                     | Elenco Principal            | TVI   |
| 2012        | Anjo Meu                       | Aristides                                     | Participação Especial       | TVI   |
| 2012        | Regra de Três                  | Pedro                                         | Elenco Principal            | TVI   |
| 2014        | Bairro                         | Gusmão                                        | Elenco Adicional            | TVI   |
| 2014        | O Beijo do Escorpião           | Manuel Ventura                                | Elenco Principal            | TVI   |
| 2014 - 2015 | Jardins Proibidos              | Inspetor Nuno Galvão                          | Elenco Principal            | TVI   |
| 2015        | A Única Mulher                 | Asdrúbal                                      | Elenco Adicional            | TVI   |
| 2015 - 2016 | Coração d'Ouro                 | Nuno Fonseca Martins                          | Elenco Principal            | SIC   |
| 2017 - 2018 | Espelho d'Água                 | Tiago Vidigal                                 | Co-Antagonista              | SIC   |
| 2018        | Vidas Opostas                  | Marco Vaz                                     | Antagonista                 | SIC   |
| 2018 - 2019 | Alma e Coração                 | João Macedo                                   | Elenco Principal            | SIC   |
| 2019 - 2021 | Terra Brava                    | Tiago Branco/ Salvador Montenegro Bastos      | Antagonista                 | SIC   |
| 2021 - 2022 | Amor Amor                      | Vítor Mendes                                  | Elenco Principal            | SIC   |
| 2021        | Estamos em Casa                | Ele Próprio                                   | Apresentador                | SIC   |
| 2021        | Na Porta ao Lado: Medo         | Bruno                                         | Protagonista (OPTO)         | SIC   |
| 2022        | Lua de Mel                     | Vítor Mendes                                  | Ator Convidado de Amor Amor | SIC   |
| 2022 - 2023 | Sangue Oculto                  | Guilherme Mesquita                            | Coadjuvante                 | SIC   |
| 2023        | Vale Tudo (4.ª temporada)      | Ele Próprio                                   | Elenco Fixo                 | SIC   |
| 2023        | O Clube (4.ª temporada)        | Marques                                       | Elenco Principal            | SIC   |
| 2023 - 2024 | Papel Principal                | Miguel Castilho                               | Elenco Principal            | SIC   |
| 2023 - 2024 | Na Realidade é Ficção          | Ele Próprio                                   | Entrevistador (OPTO)        | SIC   |
| 2023        | A Casa da Aurora               | Miguel Castilho, no papel de Alexandre «Alex» | Elenco Principal            | SIC   |
| 2023        | Ao Largo                       | André                                         | Protagonista                | RTP1  |
| 2024        | O Clube (5.ª temporada)        | Marques                                       | Elenco Principal            | SIC   |
| 2024 - 2025 | A Promessa                     | Bruno Cardoso                                 | Elenco Principal            | SIC   |
| 2025        | O Amor é a Razão               | Ele Próprio                                   | Apresentador (podcast)      | SIC   |

## Teatro
- Dan em "Closer", de Patrick Marber, com encenação de Rui Mendes, no Casino Estoril (2012)
- Guildenstern em “Rosencrantz e Guildenstern estão mortos”, de Tom Stoppard, encenação de Carlos Avilez (Teatro Experimental de Cascais) (2009)
- Encenação de “Seis Graus de Separação”, de John Guare, no Projecto Novos Actores (Casa de Sta. Maria – 2009)
- Encenação de “Les parents terribles”, espectáculo integrado projecto novos actores (teatro Gil Vicente) (2009)
- Encenação de “Sonho”, espectáculo integrado projecto novos actores (palácio condes de Castro Guimarães) (2008)
- “João Bosco, rebelde sonhador” encenação de Carlos Avilez (Teatro Experimental de Cascais) (2008)
- “A visão de Amy” encenação de Carlos Avilez (Teatro Experimental de Cascais (2008)
- “Queiroz” encenação de Carlos Avilez (Teatro Experimental de Cascais (2006)
- “Alice” encenação de Carlos Avilez, interpretação, assistência de encenação e direcção de cena (Teatro Experimental de Cascais (2006)
- “Coroa de amor e morte” encenação de Carlos Avilez (Teatro Experimental de Cascais (2006)
- “O vento nas ramas do sassafraz” encenação de Carlos Avilez, interpretação, assistência de encenação e direcção de cena (Teatro Experimental de Cascais (2005)
- “Sonho de uma noite de verão” encenação de Carlos Avilez (Teatro Experimental de Cascais (2005)
- “auto do solstício do inverno” encenação de Carlos Avilez (Teatro Experimental de Cascais (2005)
- “Doce pássaro da juventude” encenação de Carlos Avilez, interpretação e produção (Teatro Experimental de Cascais) (2004)
- “Casamento” encenação de Carlos Avilez (Teatro Experimental de Cascais (2003)
- “Marianna alcoforado” encenação de Carlos Avilez (Teatro Experimental de Cascais (2002)
- “Indecência flagrante” encenação de Carlos Avilez (Teatro Experimental de Cascais (2001)
- “A real caçada ao sol” encenação de Carlos Avilez (Teatro Nacional D. Maria II) (2000)
- “Godspell” encenação de Filipe La Féria (Teatro Politeama) (1996)

## Filmografia
- Sei Lá (2014)

## Vida Pessoal
Foi casado de 2005 a 2017 com Patrícia Leitão Godinho, de quem tem um filho Sebastião, nascido em 2011.